# Sonic Unleashed
Sonic Unleashed, в Японии известная как Sonic World Adventure (яп. ソニックワールドアドベンチャー Соникку Ва:рудо Адобэнтя:, с англ. — «Соник: Мировое приключение») — видеоигра серии Sonic the Hedgehog, выпущенная в 2008 году для консолей и мобильных телефонов. В создании проекта принимали участие студии Sonic Team и Dimps. В России Sonic Unleashed была издана компанией «1С-СофтКлаб»; локализации подверглась только документация, сама игра не была переведена на русский язык.
Действие игры происходит на планете, похожей на Землю. По сюжету доктор Эггман превратил главного героя ежа Соника в оборотня, а также разбудил антагониста Тёмного Гайю и расколол планету на несколько частей. Синий ёж со своим новым другом Чипом решается восстановить планету. Игровой процесс разделён на две части: в одной части игры действие происходит в дневное время суток, за обычного Соника, а в другой — ночью, за оборотня. Если геймплей дневных уровней похож на предыдущие игры серии, то ночью ёж не обладает способностью быстро бегать, но становится гораздо сильнее и может растягивать руки на большую длину. Однако цель прохождения одинакова — Сонику нужно дойти до конца локации, собирая по пути кольца и уничтожая врагов.
Разработка игры под кодовым названием Sonic World Adventure началась в 2005 году и длилась три года. Специально для данного проекта был создан движок Hedgehog Engine. Первоначально Sonic Unleashed планировали сделать продолжением Sonic Adventure 2, но разработчики, переосмыслив некоторые элементы игрового процесса, решили создать независимую игру про Соника, оставив первоначальное название для японского рынка. После выхода Sonic Unleashed получил противоречивые отзывы от критиков, но ему сопутствовал коммерческий успех. Обозреватели хвалили неплохой игровой процесс дневных уровней, отличную музыку и новый графический движок, а в качестве недостатка часто приводился геймплей ночных уровней, напоминающий игры серии God of War. К маю 2009 года было продано свыше 2,5 миллиона экземпляров игры.

## Игровой процесс

По словам разработчиков, у каждого уровня есть свой прототип. На иллюстрации Соник проходит через город Апотос, который похож на большинство старых греческих городов

Sonic Unleashed представляет собой игру в жанрах платформер и action-adventure, выполненную в трёхмерной графике. Сам игровой процесс разделён на два режима: дневной и ночной. От времени, за которое пройден уровень, или же от заработанных в нём очков зависит полученный в конце этапа ранг: худший — «E» («C» на PS2 и Wii), лучший — «S». На уровнях в дневном и ночном режимах можно найти лунные и солнечные медали соответственно, позволяющие разблокировать дополнительные миссии. После прохождения уровней в дневное и ночное время происходит битва с доктором Эггманом или монстрами-посланниками Тёмного Гайи. Во время прохождения игрок зарабатывает очки опыта, позволяющие получить новые навыки и способности для Соника и Соника-оборотня, что является полезным для повторного прохождения на скорость или сбора колец. В игре на консолях PlayStation 3 и Xbox 360 действует система трофеев и достижений.
В дневном режиме прохождение подобно предыдущим играм основной серии: Сонику нужно быстро преодолеть расстояние от старта до финиша, уничтожая врагов на своём пути, собирая при этом кольца. Здесь представлен плавный переход камеры от трёхмерной к двухмерной перспективе. Впервые в основной серии используется система quick time event (QTE): игрок за определённый промежуток времени должен нажать комбинацию клавиш, показанную на экране, чтобы совершить трюк. Добавлены такие новые возможности, как sonic boost — ускорение, во время которого главный герой защищён энергетическим щитом, позволяющим громить врагов, разбивать препятствия и притягивать кольца; speed drift — позволяет выполнять крутые виражи, не теряя скорости; quick step — позволяет на полном ходу смещаться вправо или влево, продолжая двигаться вперёд.
В ночном режиме Соник превращается в оборотня. Здесь главный герой не обладает способностью быстро бегать, но становится гораздо сильнее и может растягивать руки на большую длину, что полезно при нападении на врагов и залезании на платформы. Из-за большого количества комбинированных атак оборотень похож на Кратоса из серии игр God of War. Ночные уровни занимают примерно в три раза больше времени, чем дневные. Здесь так же от игрока требуется пройти уровень от начала и до конца, по пути уничтожая всех врагов, что иногда необходимо для получения доступа к дальнейшему участку уровня. С помощью колец можно пополнять здоровье Соника на уровнях благодаря vitality bar (шкала жизни). Другая способность — unleashed bar — позволяет оборотню становится более сильным, невидимым для врагов и наносить им большой урон.
В версии игры для Xbox 360 и PlayStation 3 Соник может попадать на уровни через «Adventure Field» (поля приключений), в которых можно разговаривать с местными жителями, выполнять различные миссии, покупать еду и сувениры, а ночью столкнуться с монстрами Тёмного Гайя, вселившимися в людей. Здесь, как и на этапах, можно собирать медали, чтобы разблокировать дополнительные акты. На уровнях Шамар и Спагония есть лаборатория профессора Пикла, где можно послушать музыку из игры, посмотреть видеоролики, иллюстрации и документы, которые можно купить у продавцов еды, найти на уровнях и самих «Adventure Field». В версии для Wii и PlayStation 2 «Adventure Field» заменены на интерактивные карты и узловые пространства между уровнями — «Gaia Gate» (Врата Гайя). В версии же для мобильных телефонов «Adventure Field» и «Gaia Gate» отсутствуют вовсе, но имеется дополнительный режим «Time Attack», который позволяет устанавливать рекорды времени на уровнях.

## Сюжет

### Игровой мир
Действие игры происходит на планете, похожей на Землю. Всего в игре девять уровней-континентов. Они имеют реальные исторические и географические прототипы.
- Апотос (яп. アポトス Апотосу, англ. Apotos) — небольшой городок, архитектура домов и объектов которого похожа на стиль греческой средиземноморской архитектуры; прототипом зоны послужил греческий остров Миконос[29]. Игровой уровень носит название «Windmill Isle». Доступен на всех платформах.
- Мазури (яп. マズーリ Мазури, англ. Mazuri) — действие начинается с небольшой деревни, затем переходит в храм, напоминающий Великую мечеть Дженне[28], затем в саванну и уровень заканчивается на огромном баобабе. Игровой уровень носит название «Savannah Citadel». В версии для PlayStation 2 и Wii зона появляется только в качестве прохождения босса «Egg Beetle»[30].
- Спагония (яп. スパゴニア Супагония, англ. Spagonia) — город, архитектура которого выполнена в европейском стиле[31]. Игровой уровень носит название «Rooftop Run». Доступен на всех платформах.
- Холоска (яп. ホロスカ Хоросука, англ. Holoska) — самый холодный континент на всей планете, похожий на Аляску[31]. Игровой уровень носит название «Cool Edge». Недоступен в версии для мобильных телефонов.
- Чун-Нан (яп. チュンナン Тюн нан, англ. Chun-Nan) — уровень, похожий на Китай[28]. На уровне Соник проходит объект, похожий на Великую китайскую стену. Игровой уровень носит название «Dragon Road». Доступен на всех платформах.
- Шамар (яп. シャマール Сямару, англ. Shamar) — город на Ближнем Востоке, похожий на Петру в Иордании[31]. Игровой уровень носит название «Arid Sands». Недоступен в версии для мобильных телефонов.
- Эмпайр-Сити (яп. エンパイアシティ Эмпая сити, англ. Empire City) — город с огромными небоскрёбами. Прототипом уровня послужил американский город Нью-Йорк[28][32]. Игровой уровень носит название «Skyscraper Scamper». Доступен только в игре для консолей PlayStation 3 и Xbox 360.
- Адабат (яп. アダバタ Адабата, англ. Adabat) — зона с многочисленными реками и высокими скалами. Напоминает побережье Юго-Восточной Азии[28]. Игровой уровень носит название «Jungle Joyride». Недоступен в версии для мобильных телефонов.
- Эггманленд (яп. エッグマンランド Эггуманрадо, англ. Eggmanland) — империя доктора Эггмана, расположенная на острове недалеко от Холоски. Здесь сочетается парк аттракционов и фабрика, а жителями являются роботы. Игровой уровень носит название «Crimson Carnival». Недоступен в версии для мобильных телефонов.

Уровни разработаны с учётом смены перспективы с трёхмерной на двухмерную и обратно каждые 15-20 секунд. Они проходятся неоднократно, как в дневном, так и ночном режиме, а в некоторых случаях смена дня и ночи предусматривается в процессе прохождения. Уровни также доступны в неигровом режиме: Соник может свободно исследовать континент и общаться с его жителями, однако на игровой процесс этот режим влияния не оказывает.

### Персонажи
В Sonic Unleashed присутствуют следующие основные персонажи:
- Ёж Соник (яп. ソニック・ザ・ヘッジホッグ Соникку дза Хэдзихоггу, англ. Sonic the Hedgehog) — главный герой игры, ёж синего цвета, умеющий быстро бегать. В ночное время превращается в оборотня (англ. Werehog), обладающего большой силой и особыми боевыми навыками[35].
- Чип (яп. チップ Типпу, англ. Chip), или Светлый Гайя (яп. ライトガイア Райто Гайа, англ. Light Gaia) — новый друг Соника, найденный им после падения с космического корабля Эггмана. Представляет собой маленькое коричневое существо с большими ушами и зелёными крыльями. Так как он не помнит своего имени, Соник называет его Чипом, замечая его интерес к мороженому с кусочками шоколада (англ. Chocolate Chip Sundaes)[36]. Он помогает игроку советами по ходу игры. Впоследствии выясняется, что настоящее имя зверька — Светлый Гайя; просыпаясь каждые несколько миллионов лет, он восстанавливает Землю, которую разрушает Тёмный Гайя. С помощью колосса Чипу вместе с Соником удаётся остановить Тёмного Гайю.
- Майлз Прауэр (яп. マイルス・パウアー Майрусу Пауа:, англ. Miles Prower), более известный как Тейлз (яп. テイルス Тэйрусу, англ. Tails) — двухвостый лисёнок, друг Соника. С помощью своего самолёта «Торнадо» помогает Сонику путешествовать по разным континентам[37].
- Эми Роуз (яп. エミー・ローズ Эми: Ро:дзу, англ. Amy Rose) — розовая ежиха, самопровозглашённая подруга Соника[37].
- Профессор Пикл (яп. ピックル教授 Пиккуру Кёдзю, англ. Professor Pickle) — профессор университета Спагонии[38].
- Доктор Эггман (яп. ドクタアエッグマン Докута: Эггуман, англ. Doctor Eggman), настоящее имя Доктор Айво Роботник (яп. ロボトニック Роботоникку) — злой учёный, враг Соника[37].
- Тёмный Гайя (яп. ダーク・ガイア Да: ку Гайа, англ. Dark Gaia) — древнее божество, освобождённое доктором Эггманом с целью построить Эггманленд[39]. Представляет собой гигантского монстра, живущего в ядре планеты и просыпающегося каждые несколько миллионов лет, чтобы её разрушать.

В дневном и ночном режимах игровым персонажем является только Соник. В первой стадии битвы с финальным боссом — с Тёмным Гайя — игрок управляет Чипом, а в версиях для PlayStation 3 и Xbox 360 две миссии «Tornado Defense», в которой нужно отбиваться от атак врагов нажатием указываемых на экране кнопок, выполняет Тейлз, пилотирующий свой самолёт.

### История
Воздушный флот, управляемый доктором Эггманом, летит над планетой, похожей на Землю. На одном из кораблей находится ёж Соник, пытающийся остановить злодея. Благодаря роботу учёный смог схватить главного героя, но тот с помощью Изумрудов Хаоса перешёл в супер-форму и атаковал злодея. Ёж гонится за Эггманом, но в конечном итоге попадает в камеру-ловушку. С помощью изобретения доктора у главного героя высасывается энергия Изумрудов. Их сила используется для мощной пушки, которая раскалывает планету на семь частей, а из ядра появляется монстр, известный как Тёмный Гайя. Из-за изобретения Эггмана и утративших силу камней Соник стал превращаться в оборотня. После этого доктор выкидывает из камеры ежа и Изумруды; они падают на разломленную планету. Очнувшись, Соник находит зверька, потерявшего память. Из-за угрызений совести, что, может быть, именно он вызвал амнезию у нового знакомого, Соник решает помочь зверьку вернуть память, а также восстановить планету. После небольшого разговора ёж возвращается в своё обычное состояние. Прибыв в город Апотос, главный герой дает зверьку имя Чип. После захода солнца Соник вновь превращается в оборотня. Обследовав населённый пункт, персонажи встречают лисёнка Тейлза. Он сообщает, что профессор Пикл из университета Спагонии может помочь им в восстановлении планеты, но по прибытии в Спагонию становится известно, что профессор похищен: его держат на базе Эггмана в Мазури. Найдя Пикла, герои с профессором возвращаются обратно в университетскую лабораторию. Пикл рассказывает о происхождении Тёмного Гайя. Он также советует собрать Изумруды для нескольких Храмов Гайя, потому что именно эти кристаллы способны вернуть целостность планете. После разговора с профессором Соник-оборотень попадается на глаза ежихе Эми Роуз, но та, не узнав Соника в новом облике, убегает. Со временем она узнает свою «вторую половину» и присоединяется к команде Пикла.
Ёж и Чип отправляются на каждый континент для поиска Изумрудов и храмов, чтобы в конце концов восстановить планету. А в это время доктор Эггман осуществляет свой план по постройке Эггманленда, откуда затем намеревается захватить весь мир. В ходе восстановления силы шестого Изумруда Хаоса к Чипу возвращается память. Оказывается, он на самом деле — Светлый Гайя, противоположность Тёмного Гайя. Чип потерял память, когда раскололась планета, потому что проснулся раньше срока. Теперь задача Соника — остановить доктора, пока тот не вернул Тёмному Гайя его полную силу. Соник и Чип отправляются в последний храм, над которым антагонист построил Эггманленд. Несмотря на то, что ежу удаётся вернуть силу последнему Изумруду Хаоса и окончательно победить своего соперника, Тёмный Гайя, высосав тёмную энергию, которая находилась в Сонике и превращала его в оборотня, завершает своё восстановление. Внезапно ослабев, Соник не может сражаться, Чип принимает решение противостоять монстру самостоятельно. Зверёк призывает к себе Храмы Гайя и создаёт из них колосса. Вскоре Соник восстанавливает силы и после превращения врага в идеальную форму трансформируется в Супер Соника. Ёж и Чип побеждают Тёмного Гайя, а планета вновь становится целой. Обессиленного Соника колосс отправляет на поверхность. Очнувшись, главный герой находит на земле ожерелье маленького зверька и надевает его на руку как память об этом приключении. В конце игры Соник бежит снова по окрестностям Апотоса, а рядом с ним летит Тейлз на самолёте «Торнадо».
В сцене после титров Орбот перечисляет все провалившиеся планы Эггмана, из-за чего последний начинает гоняться за роботом.

## Разработка и выход игры

Ночной режим игры. Соник-оборотень на уровне «Rooftop Run» (версия на PlayStation 2 и Wii). Именно этот игровой процесс был раскритикован журналистами и поклонниками серии

Работа над Unleashed велась с 2005 года, после создания движка Hedgehog Engine. Проект был разработан студиями Sonic Team и Dimps и должен был выйти сразу на четырёх платформах — Wii, PlayStation 2, PlayStation 3 и Xbox 360. Бо́льшая часть команды была ранее задействована в Sonic Adventure и Sonic Advance: программисты Ёсихиса Хасимото и Тосиюки Нагахара стали руководителями разработки Sonic Unleashed, художники Сатико Кавамура и Юдзи Уэкава выступили в роли дизайнеров уровней и персонажей; продюсером был назначен сценарист Акинори Нисияма. Вплоть до анонса в 2008 году проект носил кодовое название Sonic World Adventure, поскольку задумывался в качестве третьей части серии Sonic Adventure. Тем не менее команда решила создать новый игровой процесс, которого не было в Sonic Adventure, и позже изменила название на Sonic Unleashed. Однако было принято решение, что первоначальное название игры останется неизменным для Японии.
На раннем этапе разработки создатели решили в новой части уменьшить число задействованных персонажей, чтобы игроков удивить не в количественном плане, а в качественном. В итоге игровым персонажем стал только ёж Соник. Тем не менее главному герою помогают лисёнок Тейлз, который перевозит своего друга на самолёте, и ежиха Эми Роуз. По словам Хасимото, данная идея, в сочетании с новым игровым процессом и историей с оборотнем, должна была привлечь внимание новых игроков. Он подозревал, что эксперимент с Соником-оборотнем может закончиться неудачно, но команда решила пойти на такой рискованный шаг, надеясь на понимание со стороны игроков. Дизайнер персонажей Синкиси Танахаси создал Соника в новой форме сильным и крупным, и стал похож больше на волка или снежного человека. В игре появился зверёк по имени Чип, который сопровождает главного героя на протяжении всей сюжетной линии. Разработчики создали несколько вариантов дизайна Чипа и хотели назвать его Випом, что в переводе с английского означает «взбитые сливки». Но так как у этого слова есть и другие значения (например, страдания), команда, чтобы избежать двойного толкования, приняла решение дать персонажу другое имя.
Для реалистичности картинки, Sonic Team решила использовать в Sonic Unleashed технологию глобального освещения. Чтобы добиться нужного результата, освещение уровней было заранее просчитано на ста компьютерах, а в процессе прохождения рассчитывается только освещение Соника, врагов и предметов. При создании игрового процесса дизайнеры решили использовать ряд нововведений, например, приёмы quick step или unleashed bar, а плавный переход камеры от трёхмерной к двухмерной перспективе должен был соединить преимущества традиционной 2D и новой 3D-графики. Из-за различия аппаратных возможностей платформ разработка игры велась двумя командами: команда под руководством Ёсихисы Хасимото отвечала за движок Hedgehog Engine и работала над версией для PlayStation 3 и Xbox 360, а Тосиюки Нагахара был лидером разработки Sonic Unleashed для PlayStation 2 и Wii на модифицированном движке компании Dimps. Консоль Nintendo в качестве управления использует Wii Remote и Nunchuk; прохождение игры зависит от движений игрока. Специально для этих датчиков в игре изменили уровни, но тем не менее игроки могут подключить контроллер GameCube или использовать Classic Controller. На остальных консолях управление осуществляется только через геймпад.
Анонс игры состоялся 12 марта 2008 года. В этот же день Sega зарегистрировала торговую марку Sonic Unleashed. Скриншоты, видеоролики и иллюстрации были продемонстрированы публике через десять дней. 3 апреля издательство подтвердило подлинность данных материалов. Проект был продемонстрирован на выставке E3 2008, где появились слухи о поддержке онлайн-игры. Однако данная информация была опровергнута представителем компании Sega Патриком Рилли. В декабре 2008 года в сервисах PlayStation Store и Xbox Live появились демонстрационные версии игры. В них был доступен дневной уровень в городе Апотос. Игра за оборотня в демо-версии не была представлена. С 2009 года для PlayStation 3 и Xbox 360 стал появляться загружаемый контент для игры, включающий несколько новых уровней. 4 июня этого же года компания Gameloft издала Sonic Unleashed для мобильных телефонов под управлением J2ME, а 25 августа — под управлением BlackBerry.

## Музыка

Обложка альбома Planetary Pieces: Sonic World Adventure Original Soundtrack

Музыкальное сопровождение было написано композиторами из лейбла Wave Master: Кэнъити Токои, Томоей Отани, Фумиэ Куматани, Марико Намбой, Хидэаки Кобаяси и Такахито Эгути. С аранжировкой композиций помогал Дзюн Сэноуэ. В Sonic Unleashed предпочтение было отдано оркестровой музыке, исполнивший Токийский филармонический оркестр. Главной музыкальной темой игры является мелодия «Endless Possibility», исполняемая Джаретом Реддиком из группы Bowling for Soup. Окончательной темой является «Dear My Friend» в исполнении Брента Кэша, где рассказывается о краткой, но трогательной дружбе между Соником и Чипом.
Саундтрек игры был выпущен на трёх компакт-дисках и в сервисе iTunes в 2009 году под названием Planetary Pieces: Sonic World Adventure Original Soundtrack (яп. ソニック ワールド アドベンチャー オリジナルサウンドトラック Соникку Ва:рудо Адобэнтя: Оридзинару Саундоторакку). В альбоме содержится 91 композиция. Музыка из Sonic Unleashed присутствовала в альбомах Sonic Generations: 20 Years of Sonic Music (2011), History of the 1ST Stage Original Soundtrack White Edition (2011), Sonic Generations Original Soundtrack: Blue Blur (2012) и Sonic the Hedgehog 25th Anniversary Selection (2016).
| №                   | Название                            | Музыка                                           | Исполнитель         | Длительность |
| ------------------- | ----------------------------------- | ------------------------------------------------ | ------------------- | ------------ |
| 1.                  | «Endless Possibility — Vocal Theme» | Томоя Отани                                      | Джарет Реддик       | 4:11         |
| 2.                  | «Cutscene — Opening»                | Токийский филармонический оркестр Такахито Эгути |                     | 5:39         |
| 3.                  | «Cutscene — A New Journey»          | Такахито Эгути Томоя Отани                       |                     | 1:34         |
| 4.                  | «Apotos — Day»                      | Фумиэ Куматани                                   |                     | 3:19         |
| 5.                  | «Windmill Isle — Day»               | Томоя Отани                                      |                     | 5:03         |
| 6.                  | «Cutscene — The First Night»        | Такахито Эгути                                   |                     | 1:03         |
| 7.                  | «Cutscene — Tails In Trouble!»      | Такахито Эгути                                   |                     | 0:25         |
| 8.                  | «Intro: Windmill Isle — Night»      | Фумиэ Куматани                                   |                     | 0:07         |
| 9.                  | «Windmill Isle — Night»             | Фумиэ Куматани                                   |                     | 2:54         |
| 10.                 | «Apotos — Night»                    | Фумиэ Куматани                                   |                     | 3:03         |
| 11.                 | «Cutscene — To Spagonia!»           | Такахито Эгути                                   |                     | 1:11         |
| 12.                 | «Tornado Defense — 1st Battle»      | Фумиэ Куматани                                   |                     | 1:53         |
| 13.                 | «Mazuri — Night»                    | Фумиэ Куматани                                   |                     | 2:59         |
| 14.                 | «Intro: Savannah Citadel — Night»   | Фумиэ Куматани                                   |                     | 0:08         |
| 15.                 | «Savannah Citadel — Night»          | Фумиэ Куматани                                   |                     | 3:02         |
| 16.                 | «Cutscene — Same As Ever»           | Такахито Эгути                                   |                     | 1:03         |
| 17.                 | «Cutscene — Gaia Manuscripts»       | Такахито Эгути                                   |                     | 1:25         |
| 18.                 | «Cutscene — Eggman Again»           | Хидэаки Кобаяси                                  |                     | 0:43         |
| 19.                 | «Cutscene — Sonic Appears»          | Такахито Эгути                                   |                     | 0:13         |
| 20.                 | «Mazuri — Day»                      | Фумиэ Куматани                                   |                     | 3:00         |
| 21.                 | «Savannah Citadel — Day»            | Томоя Отани                                      |                     | 3:50         |
| 22.                 | «Cutscene — The Egg Beetle»         | Такахито Эгути                                   |                     | 0:44         |
| 23.                 | «Boss Battle — Day»                 | Хидэаки Кобаяси                                  |                     | 4:48         |
| 24.                 | «Boss Stage Clear»                  | Токийский филармонический оркестр Томоя Отани    |                     | 0:10         |
| 25.                 | «Cutscene — Temple Activated!»      | Такахито Эгути                                   |                     | 0:17         |
| 26.                 | «Cutscene — Planet Pieces»          | Такахито Эгути                                   |                     | 0:18         |
| 27.                 | «Holoska — Day»                     | Фумиэ Куматани                                   |                     | 3:01         |
| 28.                 | «Cool Edge — Day»                   | Томоя Отани                                      |                     | 5:22         |
| 29.                 | «Spagonia — Night»                  | Кэнъити Токои                                    |                     | 2:41         |
| 30.                 | «Intro: Rooftop Run — Night»        | Томоя Отани                                      |                     | 0:08         |
| 31.                 | «Rooftop Run — Night»               | Томоя Отани                                      |                     | 3:08         |
| Общая длительность: | Общая длительность:                 | Общая длительность:                              | Общая длительность: | 67:22        |

| №                   | Название                                 | Музыка                                           | Длительность |
| ------------------- | ---------------------------------------- | ------------------------------------------------ | ------------ |
| 1.                  | «The World Adventure — Orchestral Theme» | Томоя Отани                                      | 4:14         |
| 2.                  | «Gaia Gate»                              | Фумиэ Куматани                                   | 1:57         |
| 3.                  | «Chun-nan — Night»                       | Кэнъити Токои                                    | 3:42         |
| 4.                  | «Intro: Dragon Road — Night»             | Кэнъити Токои                                    | 0:08         |
| 5.                  | «Dragon Road — Night»                    | Кэнъити Токои                                    | 3:10         |
| 6.                  | «Boss Battle — Night»                    | Хидэаки Кобаяси                                  | 4:51         |
| 7.                  | «Cutscene — Eggman’s Idea»               | Хидэаки Кобаяси                                  | 2:44         |
| 8.                  | «Rooftop Run — Day»                      | Томоя Отани                                      | 3:55         |
| 9.                  | «Spagonia — Day»                         | Кэнъити Токои                                    | 2:33         |
| 10.                 | «Chun-nan — Day»                         | Кэнъити Токои                                    | 3:16         |
| 11.                 | «Dragon Road — Day»                      | Кэнъити Токои                                    | 3:08         |
| 12.                 | «Holoska — Night»                        | Фумиэ Куматани                                   | 3:18         |
| 13.                 | «Intro: Cool Edge — Night»               | Фумиэ Куматани                                   | 0:08         |
| 14.                 | «Cool Edge — Night»                      | Фумиэ Куматани                                   | 2:42         |
| 15.                 | «Cutscene — Project Dark Gaia»           | Хидэаки Кобаяси                                  | 1:13         |
| 16.                 | «Shamar — Day»                           | Кэнъити Токои                                    | 3:03         |
| 17.                 | «Arid Sands — Day»                       | Томоя Отани                                      | 4:01         |
| 18.                 | «Empire City — Night»                    | Фумиэ Куматани                                   | 2:56         |
| 19.                 | «Intro: Skyscraper Scamper — Night»      | Фумиэ Куматани                                   | 0:08         |
| 20.                 | «Skyscraper Scamper — Night»             | Фумиэ Куматани                                   | 2:44         |
| 21.                 | «Shamar — Night»                         | Кэнъити Токои                                    | 3:03         |
| 22.                 | «Intro: Arid Sands — Night»              | Кэнъити Токои                                    | 0:08         |
| 23.                 | «Arid Sands — Night»                     | Кэнъити Токои                                    | 3:48         |
| 24.                 | «Vs. Titan & Big Mother»                 | Кэнъити Токои                                    | 2:42         |
| 25.                 | «Empire City — Day»                      | Томоя Отани                                      | 2:39         |
| 26.                 | «Skyscraper Scamper — Day»               | Кэнъити Токои                                    | 3:08         |
| 27.                 | «Stage Clear»                            | Токийский филармонический оркестр Томоя Отани    | 0:10         |
| 28.                 | «Result Screen — E Rank»                 | Токийский филармонический оркестр Томоя Отани    | 0:45         |
| 29.                 | «The World Adventure — Piano Version»    | Томоя Отани                                      | 1:28         |
| 30.                 | «The World Adventure — Jingle»           | Токийский филармонический оркестр Такахито Эгути | 0:11         |
| Общая длительность: | Общая длительность:                      | Общая длительность:                              | 71:53        |

| №                   | Название                                        | Музыка                      | Исполнитель         | Длительность |
| ------------------- | ----------------------------------------------- | --------------------------- | ------------------- | ------------ |
| 1.                  | «Werehog Battle Theme»                          | Кэнъити Токои               |                     | 3:27         |
| 2.                  | «Adabat — Night»                                | Кэнъити Токои               |                     | 2:35         |
| 3.                  | «Intro: Jungle Joyride — Night»                 | Кэнъити Токои               |                     | 0:08         |
| 4.                  | «Jungle Joyride — Night»                        | Кэнъити Токои               |                     | 4:31         |
| 5.                  | «Adabat — Day»                                  | Кэнъити Токои               |                     | 2:22         |
| 6.                  | «Jungle Joyride — Day»                          | Томоя Отани                 |                     | 5:02         |
| 7.                  | «Cutscene — Chip’s Change»                      | Такахито Эгути              |                     | 0:54         |
| 8.                  | «Cutscene — Chip’s Memories»                    | Такахито Эгути              |                     | 1:19         |
| 9.                  | «Cutscene — No Reason»                          | Томоя Отани                 |                     | 1:46         |
| 10.                 | «Tornado Defense — 2nd Battle»                  | Фумиэ Куматани              |                     | 1:53         |
| 11.                 | «Cutscene — Eggmanland»                         | Хидэаки Кобаяси             |                     | 0:54         |
| 12.                 | «Eggmanland Entrance»                           | Хидэаки Кобаяси             |                     | 2:18         |
| 13.                 | «Eggmanland — Day»                              | Кэнъити Токои               |                     | 2:41         |
| 14.                 | «Eggmanland — Night»                            | Кэнъити Токои               |                     | 3:24         |
| 15.                 | «Cutscene — The 7th Continent»                  | Такахито Эгути              |                     | 0:14         |
| 16.                 | «Cutscene — Congratulations»                    | Томоя Отани                 |                     | 0:39         |
| 17.                 | «Cutscene — The Egg Dragoon»                    | Хидэаки Кобаяси             |                     | 0:39         |
| 18.                 | «Vs. Egg Dragoon»                               | Хидэаки Кобаяси             |                     | 5:28         |
| 19.                 | «Cutscene — Dark Gaia Appears»                  | Такахито Эгути              |                     | 1:56         |
| 20.                 | «Cutscene — Shrines in Flight»                  | Такахито Эгути              |                     | 0:18         |
| 21.                 | «Cutscene — Hour of Awakening»                  | Такахито Эгути              |                     | 0:38         |
| 22.                 | «Vs. Dark Gaia»                                 | Хидэаки Кобаяси             |                     | 3:33         |
| 23.                 | «Cutscene — Dark World~Hope and Despair»        | Такахито Эгути              |                     | 1:10         |
| 24.                 | «Cutscene — The Final Form»                     | Такахито Эгути              |                     | 0:41         |
| 25.                 | «Super Sonic vs. Perfect Dark Gaia»             | Томоя Отани Дзюн Сэноуэ     |                     | 3:45         |
| 26.                 | «Cutscene — Annihilation»                       | Такахито Эгути              |                     | 0:23         |
| 27.                 | «Cutscene — Rekindled Light ~ Save the Speech!» | Томоя Отани                 |                     | 2:14         |
| 28.                 | «Cutscene — To the Surface»                     | Такахито Эгути              |                     | 1:09         |
| 29.                 | «Cutscene — Always»                             | Такахито Эгути              |                     | 0:40         |
| 30.                 | «Dear My Friend — Ending Theme»                 | Марико Намба Такахито Эгути | Брент Кэш           | 6:09         |
| Общая длительность: | Общая длительность:                             | Общая длительность:         | Общая длительность: | 62:50        |

## Озвучивание
Sonic Unleashed является последней из основной консольной серии игр, в которой английский текст персонажей озвучивали актёры из студии 4Kids Entertainment. В 2010 году их заменили на актёрский состав из Studiopolis (кроме Майка Поллока, озвучивающего Эггмана). Текст на японском языке был озвучен теми же сэйю, что и в предыдущих играх серии, начиная с Sonic Adventure.
Версии игры для PlayStation 3 и Xbox 360 имеют обе версии озвучивания, вместе с субтитрами: эта опция доступна в меню. Для версии на PlayStation 2 и Wii такая функция отсутствует и имеется озвучивание только на одном языке в соответствии с регионом консоли, однако в настройках можно сменить язык субтитров.
| Персонаж             | Японский актёр озвучивания | Английский актёр озвучивания |
| -------------------- | -------------------------- | ---------------------------- |
| Ёж Соник             | Дзюнъити Канэмару          | Джейсон Гриффит              |
| Оборотень Соник      | Томокадзу Сэки             | Джейсон Гриффит              |
| Майлз «Тейлз» Прауэр | Рё Хирохаси                | Эми Пэлэнт                   |
| Чип                  | Рёко Сирайси               | Энтони Салерно               |
| Эми Роуз             | Таэко Кавата               | Лиза Ортис                   |
| Доктор Эггман        | Тикао Оцука                | Майк Поллок                  |
| Профессор Пикл       | Сигэру Нагасима            | Дэн Грин                     |
| Орбот                | не указан в титрах         | Крис Коллет                  |
| Примечания: 1. 2. 3. |                            |                              |

## Оценки и мнения
| Сводный рейтинг       | Сводный рейтинг                                       |
| Агрегатор             | Оценка                                                |
| --------------------- | ----------------------------------------------------- |
| GameRankings          | 67 % (PS2) 65,94 % (Wii) 61,36 % (X360) 56,05 % (PS3) |
| Game Ratio            | 64 % (Wii) 62 % (X360) 61 % (PS3)                     |
| Metacritic            | 66/100 (PS2) 66/100 (Wii) 60/100 (X360) 54/100 (PS3)  |
| MobyRank              | 65/100 (Wii) 64/100 (PS2) 55/100 (X360) 55/100 (PS3)  |
| Иноязычные издания    |                                                       |
| Издание               | Оценка                                                |
| 1UP.com               | C (X360) D (Wii)                                      |
| AllGame               | (PS2/Wii) · (X360/PS3)                                |
| CVG                   | 7,3/10 (X360)                                         |
| Destructoid           | 6,5/10 (X360)                                         |
| Edge                  | 6/10 (X360)                                           |
| Eurogamer             | 4/10 (X360) 6/10 (Wii)                                |
| Famitsu               | 34/40 (X360)                                          |
| G4                    | 2/5 (X360)                                            |
| Game Informer         | 6/10 (X360/PS3) 6,5/10 (Wii)                          |
| GamePro               | 3/5 (X360)                                            |
| GameRevolution        | C- (X360/PS3)                                         |
| GameSpot              | 3,5/10 (X360/PS3) 7/10 (Wii)                          |
| GameSpy               | 3,5/5 (Wii)                                           |
| GamesRadar+           | 6/10                                                  |
| GameTrailers          | 7/10 (Wii)                                            |
| GameZone              | 7,5/10 (Wii) 7,1/10 (X360)                            |
| IGN                   | 4,5/10 (X360/PS3) 7/10 (PS2) 7,2/10 (Wii)             |
| Nintendo Power        | 8/10 (Wii)                                            |
| Nintendo World Report | 4/10 (Wii)                                            |
| ONM                   | 79 % (Wii)                                            |
| OXM                   | 6,5/10                                                |
| TeamXbox              | 7/10                                                  |
| VideoGamer            | 6/10                                                  |
| Pocket Gamer          | 7/10 (моб.)                                           |
| Русскоязычные издания |                                                       |
| Издание               | Оценка                                                |
| «Страна игр»          | 6,5/10                                                |

После выхода Sonic Unleashed получил смешанные отзывы, но оценки были намного выше, чем у Sonic the Hedgehog 2006 года и Shadow the Hedgehog. Обозреватели в основном раскритиковали игру для PlayStation 3 и Xbox 360, в то время как версия для Wii и PlayStation 2 получила более благосклонные отзывы. Средняя оценка, составленная сайтом Metacritic, составляет 66 баллов для версии на Wii и PlayStation 2, 60 баллов для Xbox 360 и 54 балла — для PlayStation 3. Сходная статистика опубликована и на GameRankings — 67 % для PS2, 65,94 % для Wii, 61,36 % для Xbox 360 и 56,05 % для PS3. Несмотря на средние оценки многих игровых журналов, к маю 2009 года по всему миру было продано 2,5 миллиона экземпляров игры, благодаря чему она получила статус «бестселлера» на всех платформах. В 2008 году игра была номинирована на премию «Лучшее на Wii» в номинации «Лучшая графика» от сайта IGN, но уступила первенство головоломке De Blob. В 2010 году Official Nintendo Magazine провёл опрос среди поклонников Соника на тему их любимых игр серии. По итогам этого опроса Sonic Unleashed заняла седьмое место.
Обозреватели хвалили Sonic Unleashed за графику и движок Hedgehog Engine. По словам рецензентов, новый движок работал без проблем и выдавал прекрасную картинку и анимацию. Однако было отмечено незначительное падение частоты кадров на некоторых уровнях с оборотнем. Алексей Голубев из журнала «Страна игр» высказывался о работе движка в целом следующим образом: «Новенький Hedgehog Engine, разработанный Sonic Team, неожиданно оказался на удивление конкурентоспособным и не слишком подверженным давнишним напастям, вроде „вываливающихся“ элементов декораций. Прибавьте сюда заметно возросшее число полигонов в кадре, отличную анимацию, красочные спецэффекты и безусловно удачный дизайн многих уровней, и получите почти идиллическую картину». Графика и картинка в Sonic Unleashed для Wii и PlayStation 2, несмотря на использование другого движка, по словам рецензентов, ничуть не уступала Hedgehog Engine. Крис Скаллион из Official Nintendo Magazine похвалил разработчиков из Dimps за создание почти безупречного движка, в котором отсутствуют значительные недоработки. Нил Ронаган (Nintendo World Report) в качестве технического недостатка приводил долгие загрузки, но замечал, что когда они проходят, Sonic Unleashed работает великолепно. Мэтт Кассамасина, обозреватель сайта IGN, положительно оценил визуальную составляющую игры, с похвалой отзываясь в первую очередь о работе дизайнеров и художников, создавших разнообразный и яркий игровой мир, однако покритиковал пониженное качество графики в версии для консоли PlayStation 2.
Критики и журналисты похвалили разработчиков за использование в игре классической музыки, которая больше подходит для Соника, чем гитарные мелодии в стиле 1980-х годов. Обозреватель IGN порадовался «красивым, запоминающимся саундтрекам, наполненным мирной музыкой». Представитель сайта Nintendo World Report положительно оценил работу композиторов за практическое отсутствие вокальных композиций, но звуковые эффекты назвал типичными для серии. Журналист «Страны игр» заявил, что радоваться или огорчаться новой музыке — вопрос личных пристрастий игроков.
Большинству критиков не понравились ночные уровни. Жалобы были связаны с их долгим прохождением, контрастировавшим с быстрыми пробежками дневных уровней, а также с «вялыми» и «тяжёлыми» боевыми приёмами. Соник-оборотень по силе и многочисленным способностям напомнил критикам Кратоса из серии игр God of War, а бои с врагами — Kingdom Hearts. Элементы платформера вызвали у журналистов разочарование, а битвы с врагами и боссами показались скучными. Оборотень, как высказался рецензент из «Страны игр», мог бы подойти для другой игры, но не для серии Sonic the Hedgehog. Обозреватель 1UP.com Тайлер Барбер прямо пишет: Sonic Unleashed — игра не про ежа Соника, хотя компания Sega пытается всех убедить в обратном. Обозреватель из GamesRadar про оборотня высказался следующим образом: «…В издательстве Sega полностью проигнорировали всё, что делает Соника великолепным, и это в первую очередь супер-быстрый бег, а взамен добавили ещё одну ненужную порцию дерьма». Представитель сайта Computer and Video Games раскритиковал грубоватый голос Соника, его дизайн и «суперэластичные» руки. Движения и прыжки персонажа, по словам Мартина Киттса, плохо проработаны и выглядят «неестественно и нелогично». Но Дэн Уатхейд, подготовивший обзор для интернет-издания Eurogamer, обратил внимание, что это касается версий для Xbox 360 и PS3; ночные уровни на консоли от Nintendo смотрятся куда лучше благодаря камере, большую часть времени дающей фиксированный вид из-за спины Соника, и управлению через Wii Remote и Nunchuk.
В отличие от ночных уровней с оборотнем, «дневной» игровой процесс получил положительные отзывы. Причина такого тёплого приёма заключалось в ощущении скорости, воспринимавшиеся как возврат серии к первым играм франшизы, где характерной особенностью являлось быстрое прохождение. Положительно оценён был плавный переход от трёхмерной перспективы к двухмерной. Алексей Голубев заметил, что если Sonic Team продолжит использовать похожую механику в последующих играх, у Соника есть все шансы вернуть себе былую славу ежа-победителя. В качестве недостатка журналисты часто приводили управление персонажем. По их словам, если Sonic Unleashed на Wii со своим контроллером Wii Remote как-то справляется с этой проблемой, то игрокам, использующим обычный геймпад, придётся привыкать к неотзывчивому управлению. Среди других недостатков назывались квесты, которые нужно проходить на «Полях приключений». Они, по мнению критиков, утомительны и бессмысленны, и их следует заменить на картинки, как сделали это на Wii и PlayStation 2. Рецензентам не понравились новый персонаж по имени Чип и строящаяся вокруг него история. По их мнению, такой сюжет подошёл бы для несовершеннолетних подростков или пригодился бы в каком-нибудь детском мультфильме.

### Влияние

Японский постер мультфильма Sonic: Night of the Werehog

После выхода игры сотрудник Sonic Team Тэцу Катано объявил, что, возможно, стоит ожидать продолжения Sonic Unleashed, и если сиквел появится, то в нём будет присутствовать Соник-оборотень. В итоге релиз такой игры не состоялся, но игровая механика за обычного Соника использовалась с небольшими изменениями в Sonic Colors и Sonic Generations. Последний проект посвящён 20-летию ежа Соника. В юбилейной игре появилась новая версия уровня «Rooftop Run» и босса «Egg Dragoon». Чип и Соник-оборотень также появились в платформере Sonic Runners. В 2025 году для ПК был создан фанатский порт под названием Unleashed Recompiled, который частично улучшал игру. Для его запуска требуется лицензионная копия игры для XBOX 360.
Сцена с превращением Соника в оборотня была адаптирована в № 193 комикса Sonic the Hedgehog от Archie Comics. В отличие от оригинала, в ней не появляются Тёмный Гайя и Чип, а ёжик в одиночку решается выяснить, почему Эггман расколол планету на несколько частей. Частично сюжет Sonic Unleashed был также адаптирован в нескольких номерах журнала Sonic the Hedgehog (№ 257—265) и в Sonic Universe (№ 63—66). События разворачиваются на планете Мобиус, а помогают Сонику и Чипу победить Тёмного Гайя его друзья: ехидна Наклз, команды Хаотикс и «Борцы за Свободу», Эми Роуз, и другие. В Японии были изданы две манги от Dengeki Nintendo DS. C момента выхода игры издательством Prima Games выпускались книги, где содержалось руководство и дополнительная информация об Unleashed для консолей PlayStation 2 и Wii. В 2009 году в Японии (в остальных странах — в 2010 году) на PlayStation Network появилась одежда Соника, Тейлза, Наклза, Соника-оборотня и доктора Эггмана для Сакбоя, героя игры LittleBigPlanet.
До выпуска игры на официальном сайте был представлен мультфильм Sonic: Night of the Werehog (рус. «Соник: Ночь ежа-оборотня»), основанный на Sonic Unleashed и в Японии шедший под названием «Соник и Чип: Дом ужасов» (яп. ソニック＆チップ 恐怖の館 Соникку то Типпу Кёфу но Кан). Создан он подразделением VE Sega Animation Studio, отвечающим за производство видеороликов к играм. Продюсерами выступили Окитанэ Усуи, Хисао Огути, Коти Фукадзава, Хидэки Окамура и Такэси Ито, режиссёром — Такаси Накасима. Несмотря на то, что в мультфильме практически нет диалогов, Соника и Чипа озвучили те же актёры, что и в игре, как в английской (Джейсон Гриффит и Тони Салерно соответственно), так и в японской (Дзюнъити Канэмару, Томокадзу Сэки и Рёко Сираиси) версии. Привидения были озвучены Кевином Глензом и Райаном Дрисом, девочка-привидение — Момоко Исикавой.
По сюжету Night of the Werehog Соник и Чип прячутся от дождя в заброшенном особняке, не зная, что в нём же живут три привидения, двое из которых пугают и фотографируют посетителей, а затем относят снимки привидению-девочке. Призраки начинают пугать зверька; получившиеся фотографии смешат девочку-привидение до тех пор, пока она не видит, что ёжик не боится. Привидения-фотографы пытаются испугать его, но пугаются сами, когда он становится оборотнем. В отместку они превращаются в одного большого зелёного монстра и почти побеждают Соника, но в последний момент теряют концентрацию, и становятся обычными привидениями, благодаря чему ежу удаётся выкинуть их из особняка. Фотографию оборотня видит девочка-привидение и влюбляется в него. На рассвете Чип просит главного героя сфотографироваться с ним. На получившейся фотографии вместо Чипа проявляется девочка-привидение, тогда как настоящий Чип показан привязанным к стулу и под охраной двух призраков.